# 湯ノ峠駅
湯ノ峠駅（ゆのとうえき）は、山口県山陽小野田市大字厚狭字立石にある、西日本旅客鉄道（JR西日本）美祢線の駅である。

## 歴史
- 1921年（大正10年）2月10日：鉄道省大嶺線（当時）の厚狭駅 - 厚保駅間に新設開業[1]。
- 1924年（大正13年）3月23日：線路名称改定[1]。美禰線（1963年より美祢線と表記[3]）の所属となる[1]。
- 1975年（昭和50年）3月：跨線橋を設置。
- 1984年（昭和59年）2月1日：荷物扱い廃止[4]。
- 1985年（昭和60年）2月1日：無人駅となる[2]。
- 1987年（昭和62年）4月1日：国鉄分割民営化により西日本旅客鉄道に継承[3]。
- 2010年（平成22年）7月15日：大雨（平成22年梅雨前線豪雨）による厚狭川氾濫で橋梁や路盤が流失。全線不通となり、営業休止。
- 2011年（平成23年）9月26日：全線開通により、営業再開。
- 2023年（令和5年）
  - 7月1日：大雨による厚狭川増水で橋梁や路盤が流出。全線不通となり、営業休止。[5][6]
  - 7月4日：美祢線不通の救済措置として、当駅と厚狭駅を結ぶ代行タクシーが運行開始。[7]

## 駅構造
相対式ホーム2面2線で列車交換が可能な地上駅。長門鉄道部管理の無人駅である。駅前の阿部商店で切符を委託販売していたが、2012年（平成24年）3月31日をもって販売を終了した。下り列車進行方向に向かって左側（下りホームに面した位置）に待合室（駅舎）がある。上りホームへは厚狭寄りの跨線橋で連絡している。

### のりば
| ホーム | 路線    | 方向 | 行先             |
| ------ | ------- | ---- | ---------------- |
| 駅舎側 | ■美祢線 | 下り | 美祢・長門市方面 |
| 反対側 | ■美祢線 | 上り | 厚狭行き         |

※案内上ののりば番号は設定されていない。

## 利用状況
1日の平均乗車人員は以下の通りである。
| 乗車人員推移 | 乗車人員推移 |
| 年度         | 1日平均人数  |
| ------------ | ------------ |
| 1999         | 9            |
| 2000         | 8            |
| 2001         | 6            |
| 2002         | 5            |
| 2003         | 3            |
| 2004         | 2            |
| 2005         | 3            |
| 2006         | 4            |
| 2007         | 2            |
| 2008         | 2            |
| 2009         | 2            |
| 2010         | 3            |
| 2011         | 1            |
| 2012         | 1            |
| 2013         | 2            |
| 2014         | 1            |
| 2015         | 3            |
| 2016         | 4            |
| 2017         | 4            |
| 2018         | 4            |
| 2019         | 5            |
| 2020         | 4            |
| 2021         | 3            |
| 2022         | 3            |

## 駅周辺
山陽小野田市の市域北部にあたる。駅前に若干商店がある。周辺は山あいの集落である。駅の待合室と反対側を厚狭川が美祢線に並行して流れ、川向こうでは国道316号が並行する。
- 湯ノ峠温泉 - 南へ約250メートル

## バス路線
- 船木鉄道厚狭北部便 湯の峠停留所
  - 厚狭駅方面

※平日に3往復のみ運行。

## 隣の駅
西日本旅客鉄道（JR西日本）
■美祢線
厚狭駅 - （鴨ノ庄信号場） - 湯ノ峠駅 - 厚保駅